# Leite de papo

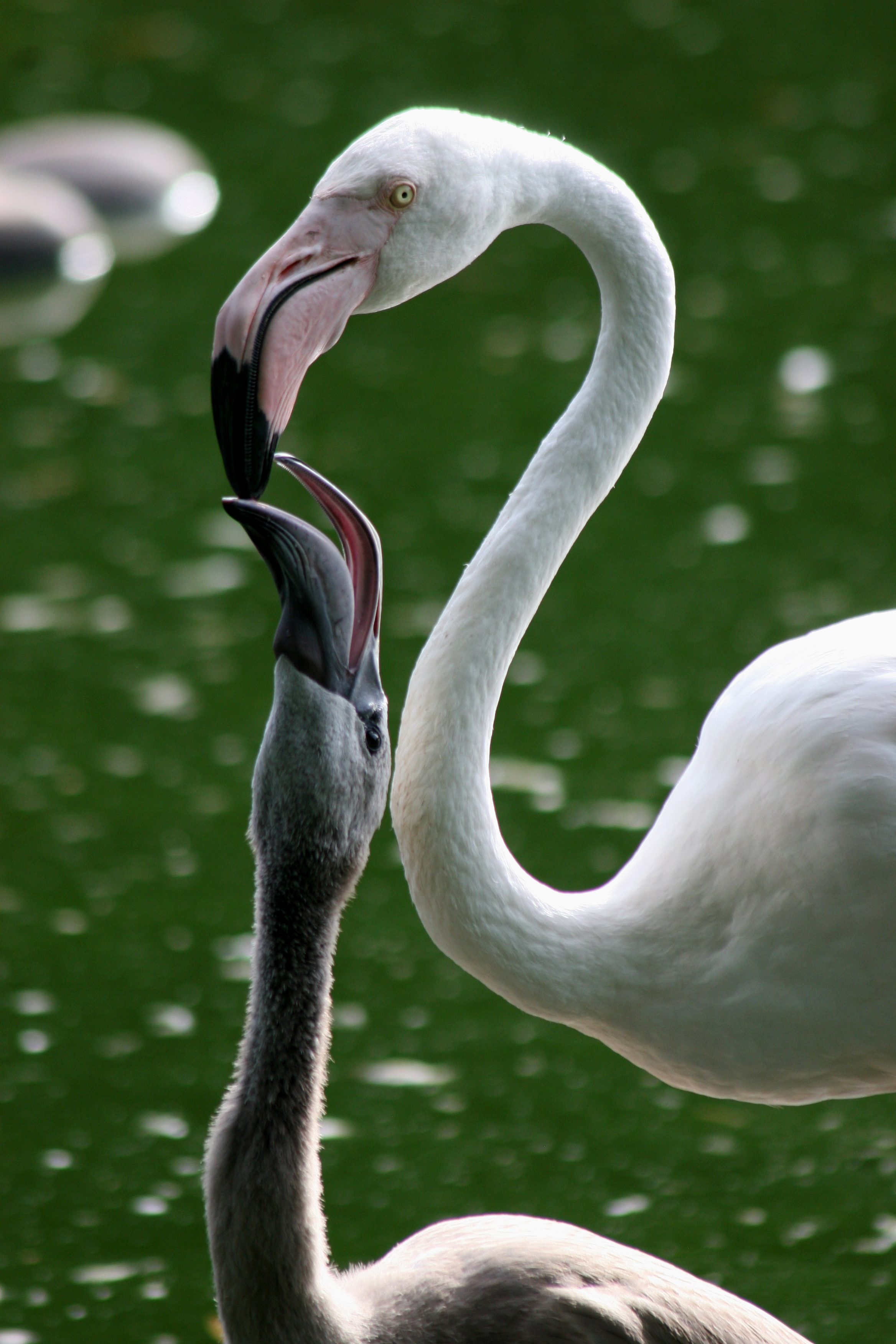
Um flamingo alimentando seu filhote com leite de papo

Leite de papo é uma secreção do papo de aves progenitoras que é regurgitada para seus filhotes. Pode ser encontrada nos pombos, sendo também chamada de leite de pombo. A secreção também é produzida por flamingos e alguns pinguins.